# Dínus saga drambláta
Dínus saga drambláta (o saga de Dinus el Altivo) es una de las sagas caballerescas, escrita en nórdico antiguo hacia finales del siglo XIV o principios del XV en Islandia. La trama se centra en el altivo príncipe Dinus de Egipto, que es embrujado por un hechizo que le provoca un deseo enfermizo por la también altiva princesa Filotemia de Bláland (Etiopía). Ambos se enzarzan en un vengativo intercambio de embrujos y hechizos hasta que finalmente llegan a reconciliarse y se casan. Aunque la saga menciona que la tierra africana está quemada por el sol y plagada de monstruos oscuros, así como habitado por hombres oscuros, también menciona la figura de Maximilianus, descrito como un buen rey, rico y sabio. Existen tres versiones que varían considerablemente entre sí. 